# Berkyaruq
Rukn al-Dīn Abū l-Muẓaffar Berkyāruq ibn Malikshāh (in persiano ابو المظفر رکن الدین برکیارق بن ملکشاه‎, Abū l-Muẓaffar Berkyāruq ibn Malikshāh), conosciuto semplicemente come Berkyāruq (برکیارق) (Esfahan, 1081 – Borūjerd, 1105), è stato il quinto sultano dell'impero selgiuchide, al potere dal 1094 al 1105.
Figlio e successore di Malik Shāh I (regnante dal 1072 al 1092), rimase al potere durante le fasi iniziali del declino e della frammentazione dell'impero, ovvero in concomitanza dell'ascesa degli atābeg e dei principati turcomanni, che alla fine si sarebbero estesi dal Kirmān all'Anatolia e alla Siria. Il suo sultanato fu segnato da conflitti interni, principalmente contro altri principi selgiuchidi bramosi di potere. Alla sua morte nel 1105, la sua autorità appariva in gran parte svanita. Suo figlio neonato Malik Shah II gli succedette brevemente, finché non fu ucciso dal fratellastro e rivale di Berkyāruq Muḥammad Tapar (r. 1105-1118).

## Nome
Berkyāruq è un termine turco che significa "luce ferma e incrollabile". Contrariamente ai propri predecessori Ghaznavidi, che avevano in gran parte abbandonato la loro eredità turca a favore del persiano, i Selgiuchidi, sebbene fossero parimenti "persianizzati", preservarono e furono orgogliosi delle proprie origini, conservando nomi turchi come Berkyāruq, Arslān Arghu o Sanjar.

## Biografia

### Primi anni
Nato nel 1081 nella capitale selgiuchide di Eṣfahān, Berkyāruq era il figlio maggiore di Malik Shah I e della cugina di quest'ultimo, la principessa selgiuchide Zubayda Khatun. Berkyāruq aveva solo tredici anni al momento della morte di suo padre nel novembre 1092, circostanza che implica che non vi fossero principi maggiorenni che potessero ereditare il vasto impero selgiuchide. Il fratellastro di Berkyāruq Muḥammad Tapar aveva undici anni, mentre un altro fratellastro di nome Maḥmūd ne aveva solo quattro. Un fratello di Malik Shāh chiamato Tutush I, al governo in Siria per conto di suo fratello, rivendicò il trono per via del fatto che era l'unico legato alla dinastia regnante in età adulta, ma ottenne scarso sostegno dall'élite turca. La morte di Malik Shāh segnò l'inizio del declino e della frammentazione dell'impero, in quanto gli emiri e gli aristocratici più influenti cercarono tutti di ottenere il potere sostenendo uno dei propri giovani figli come sultano. Tale evento avrebbe segnalato l'ascesa definitiva degli atabeg e dei principati turcomanni, che in seguito avrebbero esteso la propria influenza dal Kirman all'Anatolia e alla Siria.
Una delle mogli di Malik Shāh, Terken Khatun, di comune accordo con il visir selgiuchide Tāj al-Mulk, fece insediare suo figlio di quattro anni Maḥmūd sul trono a Baghdad. Egli convinse il califfo abbaside al-Mustazhir (r. 1094-1118) a far leggere il khuṭba (sermone del venerdì) nel nome di Maḥmūd e a inviare un esercito sotto l'emiro Qiwām al-Dawla Kirboghā allo scopo di prendere Eṣfahān e fare prigioniero Berkyāruq. Nel frattempo, la famiglia e i sostenitori del defunto visir selgiuchide Nizam al-Mulk (noti come "Niẓāmiyya"), guidati dal soldato-schiavo turco (ghulām) Er-Ghush, presero le parti di Berkyāruq. Essi fecero uscire dalle mura di nascosto Berkyāruq da Eṣfahān e lo mandarono dal suo atābeg (guardiano) Gumushtigin a Saveh e Avaj, che lo fece incoronare a Rey.

### Regno

#### Sfide iniziali e consolidamento del potere

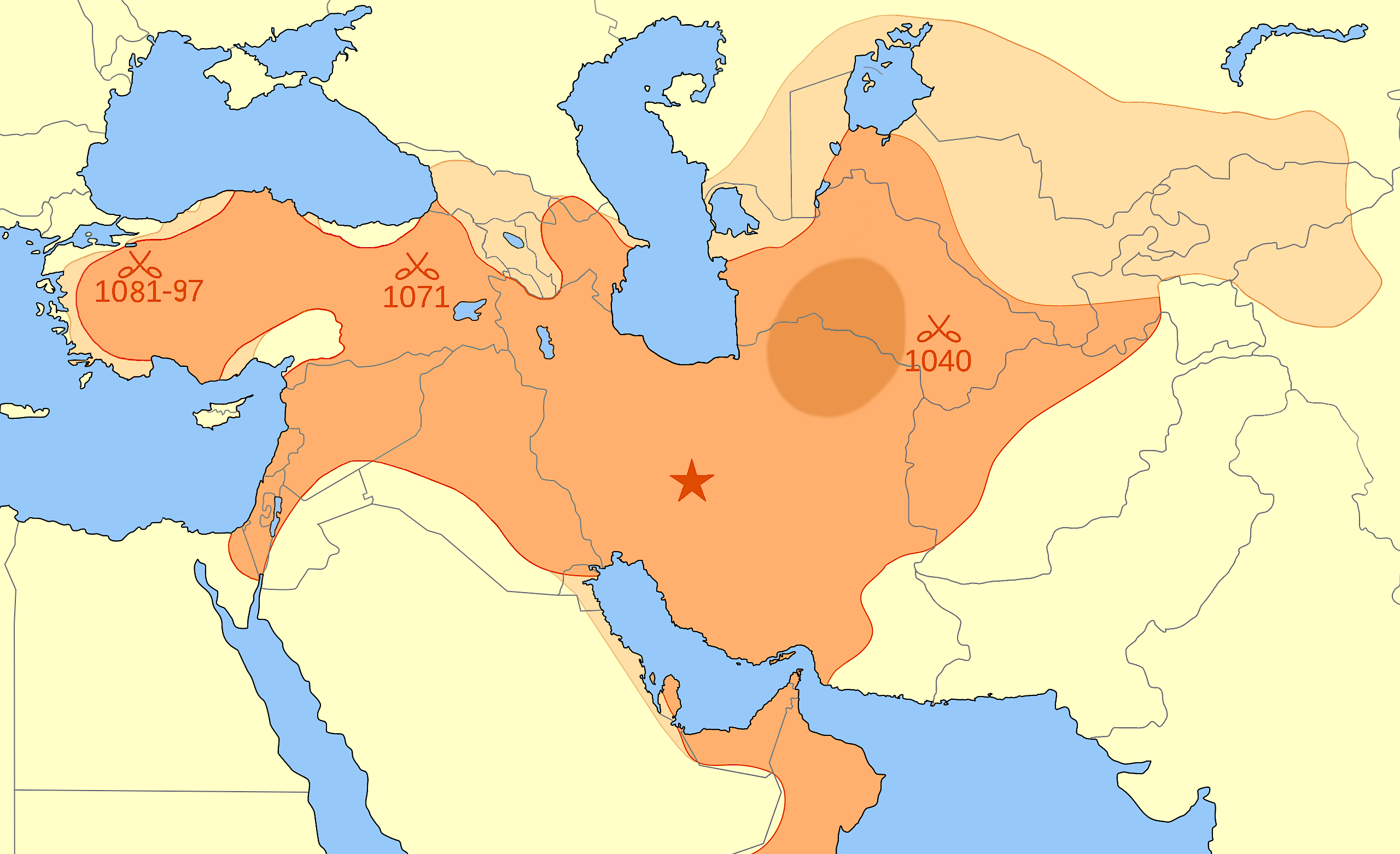
Mappa dell'Impero selgiuchide alla morte di Malik Shah I nel 1092

Sebbene Berkyāruq fosse generalmente sostenuto dalla Niẓāmiyya, lo storico contemporaneo Clifford Edmund Bosworth afferma che «questo non implica necessariamente che quell'istituzione seguisse una politica collettiva, poiché nessuno dei figli di Nizam al-Mulk era all'altezza del padre in termini di capacità, e sembra che l'opportunismo e i fattori personali li abbiano spesso influenzati». I membri della Niẓāmiyya stavano soprattutto cercando di vendicarsi contro Tāj al-Mulk, che si credeva fosse responsabile della morte del suo rivale Niẓām al-Mulk (una versione che, secondo lo storico moderno Andrew Peacock, risulterebbe in parte vera). Nel gennaio 1093 ebbe luogo una battaglia tra le due fazioni, che portò alla sconfitta dei sostenitori di Maḥmūd e alla cattura di Tāj al-Mulk. Berkyāruq, consapevole dell'abilità burocratica di Tāj al-Mulk, era disposto a nominarlo suo visir. Tāj al-Mulk riuscì persino a placare una parte dei Niẓāmiyya ricorrendo alla corruzione. Tuttavia, ciò non bastò: i membri dell'istituzione appena menzionata, assetati di vendetta, si assicurarono l'esecuzione del loro nemico il 12 febbraio. Terken Khātūn convocò presto il principe selgiuchide Ismāʿīl ibn Yāqūtī per attaccare Berkyruq. Sebbene il primo avesse radunato un esercito di turcomanni giunti dall'Azerbaigian e dall'Arrān, fu sconfitto e giustiziato dall'atabeg Gumush-Tegin di Berkyāruq. Terken Khātūn cercò quindi di contattare Tutush, ma si spense improvvisamente nel 1094, con il figlio malaticcio Maḥmūd che perì un mese dopo.

Il Khorasan e la Transoxiana

Berkyaruq dovette anche fare i conti con lo zio Tutush, che invase la Giazira e l'Iran occidentale assicurandosi la città di Ray. Tuttavia, venne ucciso dalle forze di Berkyāruq vicino alla stessa città il 25 febbraio 1095. Quest'ultimo riuscì così a consolidare il suo autorità nell'Iran occidentale e in Iraq, venendo altresì riconosciuto come sultano da al-Mustazhir. Durante il trambusto che ne seguì, il fratello di Malik Shāh, Arghun Arslān, conquistò la maggior parte del Khorasan (tranne la città di Nishapur), tentando di dare vita a un proprio principato nella provincia. Berkyāruq spedì una prima volta un esercito al comando di suo zio Bori-Bars ibn Alp Arslān nel 1095 per conquistare il Khorasan, finendo però quest'ultimo catturato e ucciso. A quel punto, Berkyāruq inviò un secondo esercito sotto il suo fratellastro Ahmed Sanjar nel 1097 ma, prima che si verificassero gli scontri, Arghun Arslān fu assassinato da uno dei suoi stessi ghulām, a causa del trattamento brutale che riservava ai suoi sudditi. Berkyāruq nominò Sanjar sovrano vassallo (malik) del Khorasan, assegnandogli il proprio atabeg (Amir Qumaj) e visir (al-Tughrai).
Berkyāruq diresse quindi una spedizione fino a Termez, dove confermò i Karakhanidi Sulayman-tegin e Mahmud-tegin come sovrani vassalli della Transoxiana. Nominò inoltre Quṭb al-Dīn Muḥammad nuovo governatore della regione dell'Asia centrale della Corasmia, segnando così l'inizio dell'esistenza per la dinastia corasmia. Egli trascorse sette mesi nella città di Balkh e quindi tornò a ovest. Tuttavia, dopo aver lasciato i suoi possedimenti orientali, l'area sprofondò in una serie di rivolte, tra cui quella scatenata dal principe selgiuchide Dawlatshah. Il nome di Berkyāruq iniziò ad essere escluso dalle monete coniate a Nīshāpūr, il che testimonia la lenta disintegrazione del suo governo nel Khorasan. Preoccupato per le continue questioni interne, Berkyāruq non era disponibile a rispondere allo scoppio della Prima crociata in Siria nel 1097. I combattenti europei diedero il via all'assedio di Antiochia nel 1098 e saccheggiarono più tardi Ma'arrat al-Nu'man, trucidandone gli abitanti musulmani ed ebrei Inoltre, Berkyāruq aveva poche ragioni per aiutare i Selgiuchidi della Siria, che combatterono tra loro frammentando il paese internamente. La parte settentrionale era governata da Fakhr al-Mulk Riḍwān e la zona meridionale da Shams al-Mulūk Duqāq. Quando i crociati fecero il proprio ingresso in Siria, Riḍwān decise per un breve periodo di accordare la sua fedeltà al califfato fatimide anziché continuare a riporla in Berkyāruq.

#### Conflitto con Muḥammad I Tapar

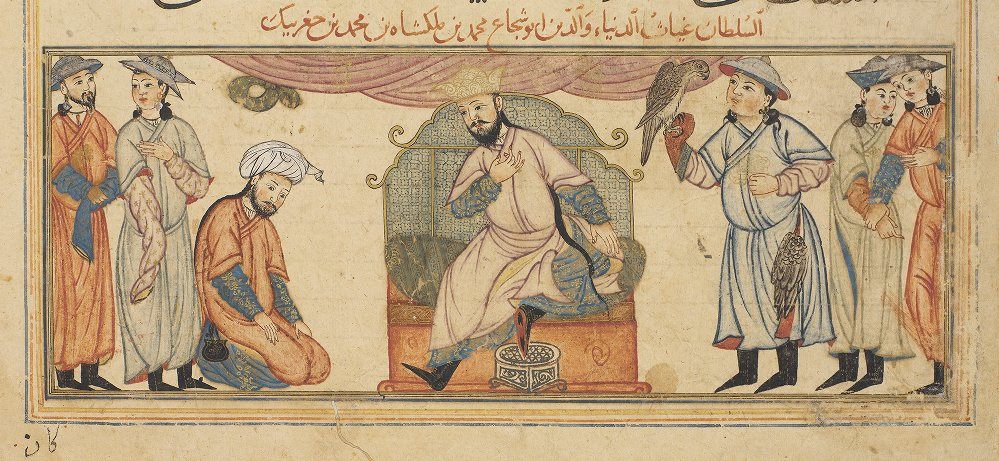
Scena dell'investitura di Muḥammad I Tapar tratta dal Jami' al-tawarikh, un'opera del XIV secolo

La sfida più difficile che Berkyāruq dovette affrontare riguardò la ribellione causata dal suo fratellastro Muḥammad nel 1098 o 1099. L'insurrezione era stata incoraggiata dal figlio di Niẓām al-Mulk Mu'ayyid al-Mulk, che in precedenza aveva servito Berkyāruq e giocato un ruolo chiave nella sconfitta di Tutush. Dopo il suo licenziamento da parte di Berkyāruq, entrò al servizio di Maḥmūd, il quale lo nominò suo visir. Mu'ayyid al-Mulk approfittò della sua nuova posizione per vendicarsi dei suoi rivali, compito che risultò più agevole per via del fatto che Maḥmūd dovette attendere di raggiungere l'età adulta (all'epoca circa 17 anni). Anche i membri della Nizamiyya e le importanti famiglie di Eṣfahān si unirono a Muḥammad, impedendo a Berkyāruq di entrare in città. La ribellione fu aizzata dai sostenitori di Muḥammad nella città di Ganja ad Arrān, assegnatagli a titolo di iqta' (feudo, latifondo) da Berkyāruq nel 1093.
La conquista di Rey eseguita da Muḥammad mise in luce la vulnerabilità del regno di Berkyāruq. Saʿd al-Dawla Jawhārayn, lo shiḥna (amministratore militare) di Baghdad, si unì presto a Muḥammad, ragion per cui anche quella città fu aggiunta al suo dominio. Tuttavia, l'esito della guerra protrattasi per un lustro continuò ad apparire nebuloso, con Baghdad che passava ripetutamente di mano in mano. Anche con il supporto di Sanjār (che disprezzava Berkyāruq), Muḥammad non riuscì a sconfiggere il suo rivale. L'autorità di Berkyāruq continuò a indebolirsi e nel 1104, anno in cui l'erario era stato praticamente dissanguato, il sultano fu costretto a chiedere la pace. Successivamente fu stipulato un trattato che riconosceva Maḥmūd come sovrano dell'Iraq meridionale, dell'Iran settentrionale, del Diyar Bakr, di Mosul e della Siria, mentre Berkyāruq fu riconosciuto come sovrano del resto dell'Iran (inclusa Eṣfahān) e di Baghdad. L'intesa, tuttavia, con grande probabilità celava alcuni dettagli che ad oggi restano ignoti. L'anno successivo, nel 1105, non c'era traccia di alcuna zecca che citasse il nome di Berkyāruq nelle terre islamiche centrali. In viaggio verso Eṣfahān, egli morì di tubercolosi vicino alla città di Borūjerd e gli successe il figlio neonato Malik Shāh II. Baghdad fu successivamente catturata in maniera definitiva da Muḥammad, che fece uccidere Malik Shāh II.

### Esplicative
1. ↑  Oltre a quello di sultano, si fregiò dell'antico titolo persiano di re dei re (shahanshah), diventato comune anche tra i Selgiuchidi: Madelung, Daftary e Meri (2003), p. 330.

### Bibliografiche
1. ↑  Bosworth (2001), p. 305.
2. ↑  Blake (2002), p. 123.
3. ↑  Tetley (2008), p. 27.
4. ↑  Bosworth (1968), pp. 220/221.
5. ↑  Özaydın (1992), p. 514.
6. ↑  Van Donzel (1994), p. 464.
7. ↑  Bosworth (1968), p. 77.
8. 1 2  Tetley (2008), p. 128.
9. 1 2 3 4  Bosworth (1988), pp. 800-801.
10. ↑  Cahen (1960), p. 1051.
11. 1 2 3 4 5 6 7  Peacock (2015), p. 76.
12. 1 2  Bosworth (1968), p. 103.
13. ↑  Tetley (2008), p. 105.
14. 1 2  Bosworth (1968), p. 104.
15. 1 2 3  Bosworth (1997), pp. 12-13.
16. 1 2 3  Bosworth (1968), p. 105.
17. ↑  Peacock (2015), pp. 76-77.
18. ↑  Bosworth (1968), pp. 105-106.
19. ↑  Tetley (2008), p. 131.
20. 1 2  Peacock (2015), p. 77.
21. ↑  Bosworth (1986), p. 140.
22. ↑  Bosworth (1978), p. 1067.
23. ↑  Richards (2014), p. 291.
24. ↑  Peacock (2015), p. 78.
25. ↑  Tetley (2008), p. 148.
26. ↑  Peacock (2015), pp. 78-79.
27. 1 2  Peacock (2015), pp. 80, 133.
28. ↑  Özaydın (1992), p. 516.